# Viktor Vladimirovich Khlebnikov
Velimir Khlebnikov (tiếng Nga: Велими́р Хле́бников - là bút danh của Viktor Vladimirovich Khlebnikov) (09 tháng 11 năm 1885 – 28 tháng 6 năm 1922) là nhà văn, nhà thơ Nga thế kỷ bạc, là một trong những người sáng lập phái Vị lai và là nhà thơ xuất sắc, nhà cách tân ngôn ngữ thơ ca Nga thế kỷ XX.

## Tiểu sử
Velimir Khlebnikov sinh ở làng Malye Derbsty, tỉnh Astrakhan. Bố là nhà sinh vật học, người lập ra khu bảo tồn sinh vật học đầu tiên ở Liên Xô. Những năm 1903 – 1911 học ở khoa toán – lý Đại học Kazan rồi học tiếp khoa ngôn ngữ - lịch sử ở Đại học Saint Petersburg. Từ năm 1905 bắt đầu in các bài báo khoa học tự nhiên và từ năm 1908 bắt đầu in văn thơ. Năm 1909 tham gia Học viện thơ (Академия стиха). Năm 1910 tham gia nhóm văn học Hylea (Гилея). Những năm 1912 – 1913 cùng với Mayakovsky, Burliuk… thành lập trường phái thơ Vị lai và cùng ký bản tuyên ngôn đòi "vứt Aleksandr Sergeyevich Pushkin, Fyodor Mikhailovich Dostoevsky, Aleksey Konstantinovich Tolstoy và những người khác khỏi con tàu hiện đại". Năm 1912 ông xuất bản cuốn Thầy và trò (Учитель и ученик) – đặt cơ sở cho khái niệm triết học Buletlyanstvo – đánh giá vai trò của những người tương lai, những người sáng tạo có khả năng thay đổi xã hội đồng thời thống nhất những người này với nhau như một cộng đồng của những người cùng chí hướng.
Thế chiến I xảy ra Khlebnikov bắt đầu đi nghiên cứu về quy luật của chiến tranh trong lịch sử để dự đoán cuộc chiến này. Thời kỳ này ông viết Những trận đánh 1915 – 1917 (Битвы 1915-1917 гг), Học thuyết mới về chiến tranh (Новое учение о войне), Cuộc chiến trong bẫy chuột (Война в мышеловке). Thái độ căm ghét chiến tranh là chủ đề xuyên suốt của các tác phẩm viết trong thời kỳ này. Năm 1916 ông bị gọi vào quân đội mà theo lời ông thì "đã trải qua những nỗi kinh hoàng nơi địa ngục" nhưng sau đó nhờ một bác sĩ quen biết giúp đỡ, ông đã xin được ra quân.
Thời kỳ sau cách mạng Tháng Mười Khlebnikov tiếp tục hoạt động trong lĩnh vực văn hóa nghệ thuật và đi rất nhiều nơi. Ông làm ở nhiều tờ báo khác nhau, đi về Ukraina rồi về miền Kapkage, làm cán bộ chính trị ở hạm đội biển Caspien. Ông còn sang cả Ba Tư làm thầy cho các con của lãnh chúa vùng Tehran. Thời kỳ này ông viết nhiều bài thơ được đánh giá là xuất sắc nhất. Năm 1921 ông quay lại Moskva gặp những người bạn cũ cùng phái Vị lai xưa như Kruchenykh, Mayakovsky, Burniuk, trở thành thành viên chính thức của Liên minh các nhà thơ (Союза поэтов). Mùa xuân 1922 vì bệnh nặng nên ông về sống với vợ con ở tỉnh Novgorod. Ông mất ở Santalova, Novgorod ngáy 28 tháng 6 năm 1922. Năm 1986 bảo tàng Khlebnikov được xây dựng ở làng Ruchi tỉnh Novgorod. Hàng năm tại đây diễn ra các cuộc đọc thơ. Một tiểu hành tinh do nhà thiên văn học Xô Viết Nikolai Stepanovich Chernykh tìm ra năm 1977 được đặt tên 3112 Velimir.
Sáng tạo của Velimir Khlebnikov đã có sự ảnh hưởng sâu sắc đến các nhà thơ lớn thế kỷ XX như Vladimir Vladimirovich Mayakovsky, Osip Emilyevich Mandelstam, Marina Ivanovna Tsvetaeva, Boris Leonidovich Pasternak… đặc biệt là về sự phát triển những khả năng mới – nhịp điệu, sáng tạo ngôn từ và tính dự báo – của thơ ca. Nhà thơ Mayakovsky gọi Khlebnikov là bậc thầy của thi ca và nói về ý nghĩa to lớn của những thử nghiệm để tạo ra một ngôn ngữ thơ ca mới.

## Một số bài thơ
| Quả đất có quay tròn hay không… Quả đất có quay tròn hay không tôi không biết được Điều này phụ thuộc vào lời có đặt được vào hàng Tôi không biết có từng có ông và bà của tôi hay không Là những con khỉ, vì rằng tôi không biết tôi muốn chua hay là ngọt. Nhưng tôi biết rằng tôi muốn sôi và muốn cho cơn run chung Hòa nhập mặt trời và gân tay của tôi làm một. Nhưng tôi muốn cho tia sáng ngôi sao hôn tia sáng của mắt mình Như nai với nai (ô, những đôi mắt nai tuyệt đẹp!). Nhưng tôi muốn tin rằng có cái gì đấy vẫn còn Khi bím tóc của người yêu được thay, thí dụ, bằng thời gian. Tôi muốn đưa ra ngoài dấu ngoặc của số nhân chung hòa nhập Tôi, mặt trời, bụi của ngọc và trời xanh. Khi ngựa chết… Khi ngựa chết – ngựa thở dốc Khi hoa cỏ chết – hoa cỏ khô Khi mặt trời chết – mặt trời tắt Khi người chết – người hát bài ca. Con người, bộ tộc, tháng năm Ra đi mãi mãi Như nước kia cứ chảy Trong tấm gương uyển chuyển của thiên nhiên Ta là cá, những ngôi sao – là lưới Còn thánh thần là ảo ảnh giữa bóng đêm. Đã từng thổn thức… Đã từng thổn thức, từng yêu, từng gọi người Mà vẻ hồn nhiên đã đi vào cổ tích Người mà đã từng sống về tôi Và dâng chúng tôi cho niềm hạnh phúc… Nhưng người bẫy chuột la lên với chuột Lao vào đuổi chuột rồi gào lên Và thế rồi tội nghiệp những đôi chân Và ánh nến chập chờn bên nấm mộ. Hãy hát về những cô gái trắng trong Những người tranh luận với anh đào dại Về những chàng trai vai rộng và cân đối Có những người như thế - tôi biết và tin. Bản dịch của Nguyễn Viết Thắng | Я не знаю, Земля кружится или нет Я не знаю, Земля кружится или нет, Это зависит, уложится ли в строчку слово. Я не знаю, были ли мо[ими] бабушкой и дедом Обезьяны, т[ак] к[ак] я не знаю, хочется ли мне сладкого или кислого. Но я знаю, что я хочу кипеть и хочу, чтобы солнце И жилу моей руки соединила общая дрожь. Но я хочу, чтобы луч звезды целовал луч моего глаза, Как олень оленя (о, их прекрасные глаза!). Но я хочу верить, что есть что-то, что остается, Когда косу любимой девушки заменить, напр[имер], временем. Я хочу вынести за скобки общего множителя, соединяющего меня, Солнце, небо, жемчужную пыль. Когда умирают кони — дышат Когда умирают кони — дышат, Когда умирают травы — сохнут, Когда умирают солнца — они гаснут, Когда умирают люди — поют песни. Годы, люди и народы Убегают навсегда, Как текучая вода. В гибком зеркале природы Звезды - невод, рыбы - мы, Боги - призраки у тьмы. Стенал я, любил я, своей называл Ту, чья невинность в сказку вошла, Ту, что о мне лишь цвела и жила И счастью нас отдала [...] Но Крысолов верховный "крыса" вскрикнул И кинулся, лаем залившись, за "крысой" - И вот уже в лапах небога, И зыбятся свечи у гроба. Мне спойте про девушек чистых Мне спойте про девушек чистых, Сих спорщиц с черемухой-деревом, Про юношей стройно-плечистых: Есть среди вас они - знаю и верю вам. |